# Clase Skipjack
La clase Skipjack estaba compuesta por seis submarinos estadounidenses del período de la Guerra Fría, construidos y destinados a combatir submarinos soviéticos. El Skipjack fue el primer tipo de submarino de ataque (SSN) desde el principio diseñado como un barco de propulsión nuclear y el primero que combinó la propulsión nuclear con un casco optimizado hidrodinámicamente de una forma similar a una gota, probado en el submarino diésel USS Albacore. Fue el primer submarino en recibir el reactor nuclear S5W. Y además fue el primer submarino en el que los timones de la profundidad fueron transferidos desde la proa hasta la vela. Estas unidades fueron los submarinos más rápidos de la Marina de los EE. UU. hasta que en 1974 entraron en servicio, veinte años después, la clase Los Ángeles. El tercer barco de este tipo, el USS Scorpion, se hundió en circunstancias inexplicables a unos 650 kilómetros al sur de las Azores, está asociado con una de las mayores tragedias en la historia de la Marina de los EE. UU. Las ventajas más importantes de estas unidades eran muy alta velocidad y maniobrabilidad, pero eran demasiado ruidosos, lo que decidió abandonar la continuación de su construcción en favor de otros tipos.
Skipjack es el nombre que recibe el bonito en inglés.

## Antecedentes
Después de la Segunda Guerra Mundial, quedó claro que los submarinos modernos, con características similares al tipo XXI alemán, podrían derrotar a la escolta y probablemente socavar las tácticas de los convoyes. Los ataques a submarinos cerca de sus bases y los ataques a bases realizadas por portaaviones parecían ser una de las mejores respuestas a esta amenaza. Dichas tácticas podrían haberse aplicado en la era de los barcos diésel-eléctricos, porque las unidades de este tipo en el camino a las áreas de patrulla tenían que navegar cerca de la superficie, utilizando los snorkel, los submarinos que navegaban de esta manera eran muy ruidosos y desde el punto de vista del control de tiro no eran diferentes de objetivos de superficie. Los nuevos sonares pasivos americanos, capaz de detectarlos y rastrearlos con precisión, parecía la respuesta correcta en esta situación. Sin embargo, la situación comenzó a empeorar a medida que las relaciones entre Occidente y la Unión Soviética se deterioraron rápidamente. La Marina de los Estados Unidos supuso que la URSS comenzó la producción en masa de la contraparte del tipo XXI, y en 1948 uno de los almirantes soviéticos anunció la intención de construir 1.200 submarinos. En 1950, el estudio de la seguridad del transporte internacional en la guerra futura (Informe Hartwell) estimó que la URSS construiría unos cien submarinos por año y, como Estados Unidos, desarrollaría armas nucleares para atacar barcos y bases navales.
Otro informa de inteligencia de este período sugiere que la producción en masa aún no había comenzado en la Unión Soviética, lo que podría, sin embargo, interpretarse como que espera en este país por obtener el dominio de la tecnología para producir submarinos basados en el tipo XXVI. De hecho, el equivalente soviético del tipo XXI: el submarino del proyecto 613 (código OTAN: Whisky) apareció en 1949, y tres años más tarde el proyecto 611 comenzaron a entrar en servicio (OTAN: Zulu) con mayor autonomía. Según las estimaciones oficiales de EE. UU. De 1954, la Unión Soviética tenía 345 barcos, de los cuales solo 47 eran equivalentes a los barcos estándar estadounidenses GUPPY (Whisky y Zulu) y 83 submarinos convencionales, de ellos nueve con snorkel. Desde entonces, el ritmo de producción soviética aumento, pero nunca alcanzó la tasa de producción proyectada de cien o más unidades por año. En 1956, Estados Unidos estimó que la URSS construyó 160 submarinos, pero solo 76 unidades se completaron en este pico para la tasa de producción del año. Después de ordenar 236 barcos Whisky, Nikita Khrushchev cortó drásticamente el programa, continuando construyendo solo los sucesores de las unidades Zulú, el proyecto 641 (OTAN: Foxtrot), que era desconocido en Occidente. Hasta este punto, el programa soviético para la construcción de buques de combate de propulsión nuclear ya estaba en una etapa avanzada, lo que era una amenaza real.

### Submarinos veloces
En 1945, la Armada estadounidense, decidida a construir submarinos rápidos, estaba conceptualmente más cerca del diseño alemán de los submarinos tipo XXVI que del tipo XXI ya construidos. Sin embargo, fue una gran sorpresa para los diseñadores de los barcos de la Armada de los Estados Unidos descubrir que Alemania carecía de la implementación del proyecto para construir unidades XXVI, ya que creían como "casi listo". De hecho, los alemanes no tenían la maquinaria adecuada para submarinos tan avanzados, pero, sobre todo, no tenían el conocimiento hidrodinámico necesario para este proyecto. Los conjuntos de propulsión diseñados para submarinos alemanes de alta velocidad después de las pruebas en la Estación Experimental de Ingeniería Naval en Annapolis demostraron ser técnicamente ineficientes e incluso peligrosos, ya que su diseño reflejaba la prisa que acompañaba su creación.
Por esta razón, los diseñadores de la Oficina de Buques - BuShips, responsables de la construcción de barcos para la Marina de los EE. UU., decidieron buscar alternativas de propulsión distintas a la turbina Walter. Las dificultades hidrodinámicas fueron aún más problemáticos. Los diseñadores de navel del Tercer Reich estaban orgullosos de la oportunidad de probar cascos submarinos avanzados en un túnel de viento, pero poco después de la guerra resultó que su conocimiento de la hidrodinámica de esta clase de naves era superficial en el mejor de los casos. La forma del casco de los barcos alemanes de alta velocidad estaba condicionada por el sistema interno de "ocho" para contener peróxido de hidrógeno en la parte inferior (perhidrol), como resultado de lo cual era mucho más profundo que ancho, de hecho, era solo racionalización, no optimización. Además, los alemanes se toparon con el problema de la inestabilidad del barco a altas velocidades bajo el agua, que no pudieron resolver antes del final de la guerra. Sin una solución a este problema, independientemente del sistema de propulsión utilizado, no es posible construir una nave operativa rápida. Para abordar todos los problemas relacionados con la necesidad de proporcionar buques capaces de desarrollar velocidades muy altas bajo el agua, la Marina de los EE. UU. emprendido una serie de programas de desarrollo extensivos en diversos campos de la ciencia y la ingeniería. Como parte de la serie de programas GUPPY (Programa de potencia de propulsión subacuática superior) consideró el uso de varios tipos de fuentes de potencia, incluido el sistema Walter con cámara interna del ciclo de condensación (Alton), cámara externa del ciclo de condensación (Elis), turbina de gas en ciclo semicerrado (Gentry y Wolverine), turbina de gas y motor diésel de circuito cerrado (Gumbo). Paralelamente, el programa para la construcción y construcción del reactor de energía nuclear (Genie) ha estado funcionado durante varios años.
Desde 1946, la mayor esperanza era la fuente de energía nuclear, pero a finales de los años 50, existen nuevas opciones en forma de una pila de combustible (originalmente llamada batería primaria) y el motor Stirling. El último de ellos, sin embargo, no encajaba en los programas de trabajo de propulsión BuShips en 1946. Además de los programas para nuevos sistemas de propulsión de buques existentes incluidos en los programas GUPPY, el programa de propulsión nuclear estadounidense iniciado en 1939 se hizo cada vez más importante. Este tipo de propulsión creó un potencial inalcanzable para otros tipos de propulsión eléctrica y, desde un punto de vista técnico, en la práctica, la independencia total de la nave del mundo exterior.
Otra área de investigación para la Marina de los EE. UU. Fue el tema de la hidrodinámica de los submarinos y sus sistemas de dirección y control. Las obras en estas esferas se confiaron al laboratorio de David Taylor Model Basin. Rápidamente se hizo evidente que no se sabe mucho en la práctica sobre la resistencia en el agua a altas velocidades, por lo tanto, la investigación se centró originalmente en determinar las leyes fundamentales que rigen la resistencia bajo el agua. Sin embargo, la investigación realizada en el instituto no resolvió el problema del control sobre los submarinos. En 1949, durante un panel científico dedicado a la hidrodinámica de objetos sumergidos en agua con la participación de representantes de la Academia Nacional de Ciencias de los Estados Unidos, se propuso construir una unidad submarina experimental, el equivalente a los aviones X, que se utilizaría para la investigación práctica sobre temas de hidrodinámica y control de submarinos. Esta propuesta condujo a la construcción de la unidad experimental USS Albacore, que entró en servicio el 6 de diciembre de 1953. Las pruebas realizadas con la participación de este barco ayudaron a determinar las características óptimas hidrodinámicamente del casco desde el punto de vista de la navegación rápida bajo el agua, y también mostraron una forma de resolver el problema de la inestabilidad del barco a altas velocidades bajo el agua. Probado en varias configuraciones del casco y el sistema de propulsión "Albacore", demostró ser dinámicamente estable en todos los rangos de velocidad, cambió fácilmente la profundidad, también fue más fácil conducir bajo el agua en maniobras verticales que los barcos con una forma de casco convencional.
Después de entrar en servicio en 1954, la primera embarcación del mundo impulsada por una central nuclear, el USS Nautilus demostró rápidamente las ventajas de este tipo de propulsión sobre la clásica diésel-eléctrica. Durante los ejercicios de la OTAN designados como "Contraataque" en septiembre de 1957, el "Nautilus" presentó una amenaza mayor que los otros 21 submarinos propulsados por medios convencionales. Navegar a 24 nudos, lograron realizar ataques simulados en dieciséis barcos de superficie: dos cruceros, una unidad pesada no identificada, dos petroleros, dos barcos de transporte y nueve destructores. Demostró una efectividad similar durante los ejercicios británicos "Rum Tub", compitiendo con las modernas fuerzas antisubmarinas británicas (ZOP). Para el otoño de 1957, se habían llevado a cabo alrededor de cinco mil ataques simulados contra el Nautilus, de los cuales solo tres se encontraron efectivos después de la verificación de datos. El Nautilus también demostró el potencial de los submarinos de propulsión nuclear como escolta. Durante las maniobras de Rum Tub, SSN-571 detectó y atacó el submarino USS Quillback de la clase Tench, preparándose para atacar el barco por encima de él, y también detectó y atacó el barco británico HMS Auriga de la clase Amphion. Por lo tanto, resultó que la introducción de unidades de propulsión nuclear en servicio arruinó por completo el progreso de la última década en la lucha contra los submarinos, no solo por la dificultad de encontrar este tipo de barco (en parte debido a que nunca usaron snorkel), pero también por la falta de torpedos eso podría ponerse al día con tan rápidas naves. Debido a la alta velocidad en ese momento, los barcos de propulsión nuclear podrían detener su propio ataque frente al contraataque de las fuerzas de escolta, evitar es golpeados por los torpedos disparados contra ellos y luego atacar nuevamente sin tener que recargar las baterías. La velocidad y maniobrabilidad de este tipo de buque de guerra ha convertido en obsoletas a casi todas las fuerzas de escolta navegables de superficie existentes de la flota de los Estados Unidos. Cuando en 1958 la armada soviética puso en servicio su primer submarino nuclear, el K-3 Leninsky Komsomol, se hizo obvio que las fuerzas antisubmarinas estadounidenses se enfrentaban a un problema muy serio. El único remedio en ese momento parecía ser la construcción de submarinos con una velocidad submarina muy alta, incluso para las capacidades de las unidades de propulsión nuclear, que, gracias a su superioridad en velocidad y maniobrabilidad, podrán compensar las ventajas de la propulsión nuclear de los buques soviéticos.

## Diseño
El diseño de la clase Skipjack fue bastante rupturista respecto a los modelos anteriores de submarinos. Introdujo modificaciones probadas en el Nautilus y el Albacore ambos submarinos experimentales.

### Casco
El forma del Skipjack se basó en el casco de alta velocidad del USS Albacore. Simultáneamente se construyó la clase Barbel con propulsión diésel pero compartían una forma del casco y la disposición interna innovadora similar. El diseño de los Skipjack era muy diferente al de los submarinos precedentes, la clase Skate. A diferencia del Skate, este nuevo diseño el casco con forma de un dirigible se maximizó para la velocidad bajo el agua, para lo cual, se eliminó la cúpula del sonar que sobresalía comúnmente y se minimizó la superficie plana de la cubierta. Los tubos de torpedos se colocan en dos filas horizontales, en lugar de verticales, con el sonar activo AN / SQS-4 arriba y el AN / BQR-2B pasivo debajo de ellos. La forma del casco requirió una sola hélice en popa de los timones y los planos de popa. La adopción de una sola hélice fue un tema de considerable debate y análisis dentro de la Armada, ya que dos ejes ofrecían redundancia y una mejor maniobrabilidad. El llamado "casco del cuerpo de revolución" empeoró su comportamiento en la superficie del mar, ya que creaba una mayor ola, pero fue esencial para el rendimiento submarino. 
El desplazamiento en superficie de los Skipjack era el doble que el de los Barbel. Los requisitos de la planta de propulsión nuclear significaban que era mucho más largo y tenía un diámetro mayor. Mientras que los "Barbel" tenían una cubierta plana, los "Skipjack" recibieron un fuselaje revolucionario y luego de forma redondeada.

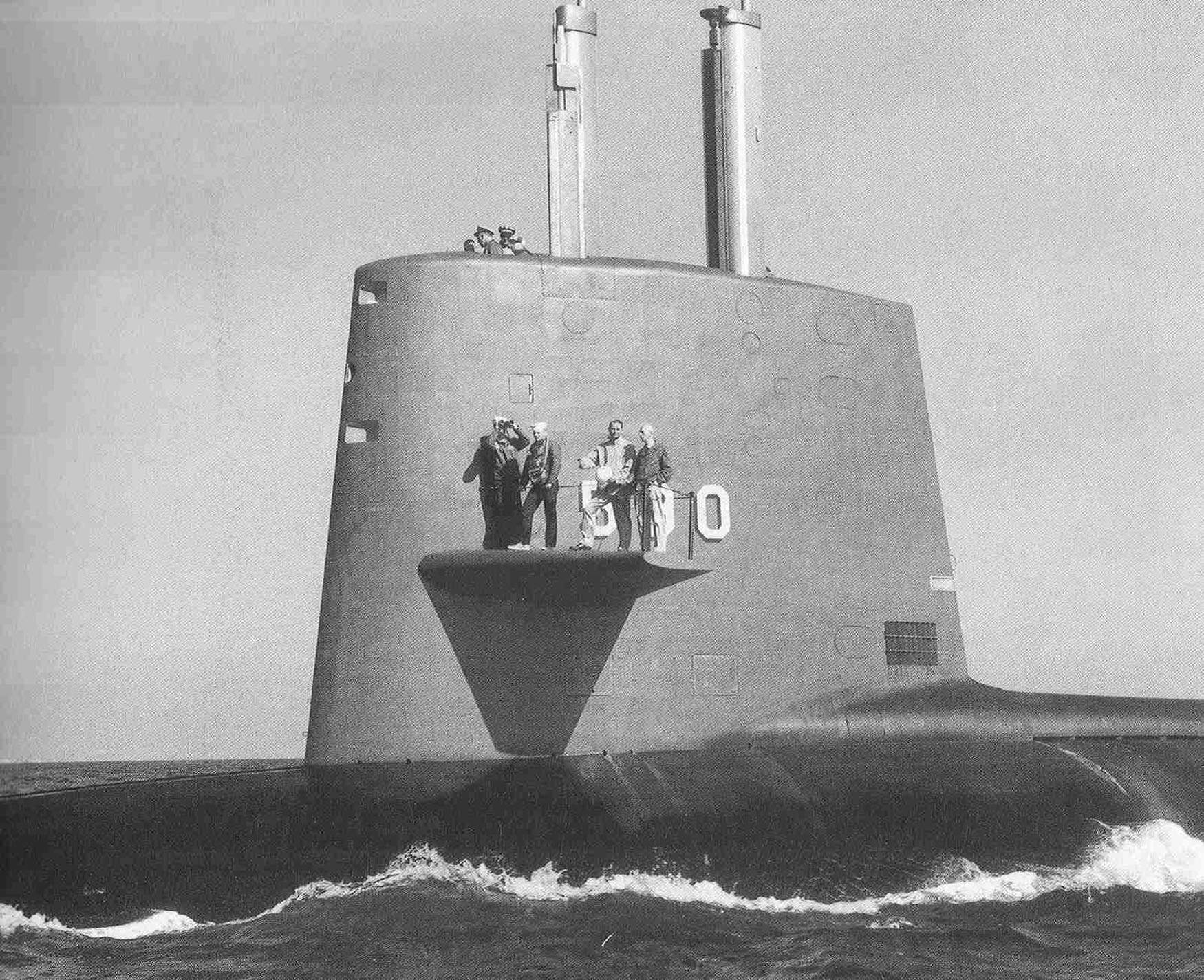
Vista de la vela del submarino Sculpin. Se puede apreciar la presencia del almirante Rickover.

Los timones de profundidad de proa fueron trasladados a la vela para reducir el ruido inducido por el flujo de agua, así como el ruido de los mecanismos de dirección, cerca de los conjuntos de sonar de proa. La clase Skipjack fue la primera con timones de vela; más tarde fueron equipados en el Barbel. Esta característica de diseño se repetiría en todos los submarinos nucleares de EE. UU. hasta los submarinos de la clase Los Ángeles mejorada, el primero de los cuales se lanzó en 1988. Acercar los timones al centro de flotabilidad causó una disminución en su eficiencia, sin embargo, se compensó en parte aumentando el tamaño de las superficies de control. Lo cual aumentó la resistencia y el nivel de ruido, aunque más lejos del sonar, redujo la maniobrabilidad y la colocación de un mecanismo de movimiento del timón pesado muy alto en el barco. El aumento del tamaño de los planos del timón y sus mecanismos obligó al uso de una estructura de vela más grande y más fuerte, que generalmente aumentó la resistencia, el ruido y las perturbaciones en el flujo de agua hacia la hélice. Todas estas deficiencias, incluidas algunas inadvertidas incluso en ese momento, se consideraron aceptables en vista de los beneficios de un mayor rendimiento del sonar. Colocar los timones en la vela también se consideró mejor desde el punto de vista de las operaciones a pequeñas profundidades, y también proporcionó una ventaja completamente inesperada en la forma de la posibilidad de un cambio lento de profundidad sin cambiar el ángulo de compensación del barco. La colocación de los timones en los costados del vela hizo imposible que el barco emergiera en un mar helado, aunque este problema se resolvió más adelante.
La configuración de casco del Albacore significaba que los "Skipjack" sería submarinos de casco rígido en la mayor parte de su longitud, convirtiéndose así en el primer barco de combate nuclear (SSN) con esta configuración. Esto dio lugar a una serie de consecuencias:
- la reserva de flotabilidad hidrostática se vio reducida de un 25 a 35 por ciento en los primeros submarinos nucleares de EE. UU. a entre un 9 a 13 %,
- el casco rígido se vio privado de protección contra daños causados por colisión o explosión, proporcionados por el espacio entre el casco rígido y el exterior,
- Los tanques de lastre se debieron situar principalmente en las secciones de proa y popa, lo que limitó la estabilidad vertical de la nave y aumentó la tensión de la estructura, lo que los expuso a daños estructurales y grietas.
- La construcción del casco hidrodinámica  es más costosa debido a la necesidad de dar forma a paneles rígidos. Mientras que en el casco doble se debe dar la forma al casco exterior de material menos resistente y por ende más fácil de trabajar,
- el número de secciones estancas se redujo a cinco, y luego a tres en modelos de submarinos posteriores, lo que redujo la posibilidad de salvar a la tripulación en caso de inundaciones severas.
- por otro lado la falta de casco doble da una sección transversal menor, lo que genera menor resistencia al avance. Y no se necesitan aberturas para la libre circulación del agua entre los dos cascos, lo que se traduce en menor ruido hidrodinámico.

Lo cual da dos cualidades contrapuestas en la supervivencia del submarino, por un lado disminuye la reserva de flotabilidad y la protección del casco resistente, pero por otro lado se vuelve más difícil de detectar. Está menos protegido frente a un ataque pero es más improbable que suceda. 
El casco de los barcos Skipjack con una relación de longitud a ancho de 8:1 contenía cuatro niveles de cubiertas, mientras que su forma y la eficiencia de la hélice proporcionaron una muy buena velocidad de estos barcos, que superó las expectativas. Los "Skipjack" también probaron un nuevo tipo de acero utilizado para construir el casco: el acero de alta resistencia HY-80, con un límite elástico de 80,000 psi (550 MPa). Dicho acero desarrollado desde finales de la década de 1940. Aunque este material no se usó inicialmente para aumentar la profundidad de inmersión, fue muy prometedor a este respecto. El progreso muy rápido que se hizo en el área de mecanizado de este acero, su producción, laminado, conformado y soldadura, también fue importante. En 1951 y 1952, la armada usó el HY-80 en los cascos rígidos del USS Albacore, paneles y costillas del hangar que transportaban los misiles Regulus USS Growler y las partes estructurales del portaaviones USS Forrestal. El desarrollo constante de los métodos de fabricación y soldadura de material alcanzó tal nivel en 1955 que la Marina de los EE. UU. decidió utilizar el HY-80 en todos los submarinos de nueva construcción.  El HY-80 siguió siendo el acero submarino estándar hasta la clase Los Angeles. Los Skipjack fueron los primeros submarinos en el que el material del casco rígido y sus costillas era el mismo. Finalmente, el costo de cada casco era de aproximadamente $40 millones en ese momento.

### Distribución interna

1. Sonar, 2. Compartimento de torpedos, 3. Centro de gestión y control del buque, 4. Compartimento del reactor, 5. Dispositivos auxiliares, 6. Sala de máquinas.

Centro de gestión y control del Skipjack :
1. Panel de control de buques, 2. Panel de control de lastre, 3. Centro de ESM, 4. Soporte de periscopio, 5. Mesa de navegación, 6. Panel de sistema de control de incendios, 7. Escotilla de puente.
A - Jefe de la Guardia, B - Oficial de reclutamiento, C - Operador de popa, D - Operador de la vela, E - Comandante de turno, al mando de la nave, F - Navegador.

Otra innovación también implementada en el Barbel fue la combinación de la sala de mando, la sala de control y el centro de ataque en un único espacio. Esta disposición se ha seguido aplicando en todos los submarinos nucleares estadounidenses posteriores. La combinación de las funciones en un espacio fue facilitada por la adopción del control de lastre "pulsado", otra característica de Albacore. Los diseños anteriores hacían pasar las tuberías del sistema de compensación a través de la sala de control, donde las válvulas se operaban manualmente. El sistema de "botón pulsador" utilizaba actuadores hidráulicos en cada válvula, operados a distancia de forma eléctrica (en realidad a través de interruptores de palanca) desde la sala de control. Esto permitió en gran medida disponer de espacio en la sala de control y redujo el tiempo requerido para realizar operaciones de lastre. El diseño general facilitó la coordinación de las armas y los sistemas de control de barcos durante las operaciones de combate
En general la disposición interna se continuó, con un único cambio importante, en los posteriores submarinos de las clases  Permit y Sturgeon. Los cinco compartimentos del Skipjack se llamaban, de proa a popa, Sala de torpedos, Compartimento de operaciones, Compartimento del reactor, Espacio de maquinaria auxiliar (AMS) y Sala de máquinas. El diseño era principalmente de un solo casco, con un doble casco alrededor de la sala de torpedos y espacio de maquinaria auxiliar donde se situaban los tanques de lastre. El diseño fue mejorado en el Thresher, el único Tullibee y los subsiguientes submarinos de ataque reubicando la sala de torpedos en el compartimiento de operaciones a través de tubos de torpedos en ángulo respecto al eje del submarino en medio del barco para dejar espacio para una gran esfera de sonar en la proa.

### Armamento, sensores y control de tiro
Estas unidades montaban seis tubos lanzatorpedos hidráulicos Mark 59 de 533 mm en la proa del barco y con capacidad de llevar 18 torpedos de repuesto, lo que en total permitió transportar 24 torpedos. Sin embargo, el uso de una única hélice de propulsión excluyó la instalación de tubos de torpedos en popa. Durante los años de servicio operativo, los tipos de torpedos transportados por estas unidades cambiaron. Inicialmente, estaban equipados con torpedos Mk 14 y Mk 16 y dos torpedos Mk 45 Astor con una cabeza nuclear de 11 kt, que luego fueron reemplazados por los Mk 48 con una ojiva convencional, cargada con 292.5 kg de PBXN-103, equivalente a 544 kg de TNT. Debido al hecho de que se esperaba que las nuevas naves pudieran realizar maniobras violentas al estilo del "Albacore", su diseño tenía que incluir un sistema de almacenamiento de torpedos recargables con energía adecuadamente segura. Por razones de seguridad, los torpedos tenían que estar bajo estricto control en todo momento. Bastidores de torpedos horizontales situados a lo largo de los costados de la sala de torpedos, con capacidad para seis armas listas para su uso inmediato. Los torpedos adicionales se almacenaron en bastidores debajo, desde donde podía ser levantados por un polipasto, después de que se dispararon los primeros torpedos. Fue el primer sistema de este tipo en submarinos estadounidenses, que luego se utilizó en tipos de unidades posteriores.
El sistema de control de tiro Mark 101 (Mk 101) es la continuación del desarrollo durante la Segunda Guerra Mundial. Un sistema de seguimiento automático de objetivos desarrollado en los Estados Unidos para la sonda JT y se ha utilizado un sistema preciso de determinación de distancia que utiliza una única señal activa para desarrollar una estimación preliminar del rumbo, la velocidad y la distancia al objetivo. Los datos obtenidos a partir de aquí proporcionan el sistema de mantenimiento de posición, en lugar del sistema de zoom rápido anterior. Para hacer estimaciones iniciales, el Mk 101 tenía un sistema de dos analizadores que usaban un método de posicionamiento pasivo, cada uno de los cuales podía tomar tres conjuntos de datos. El Mk 101 podía estimar en qué medida el objetivo seguiría una ruta curva. Los datos del Mk 101 podrían transferirse automáticamente a la sección balística del sistema, que apuntó a los torpedos, apuntándolos al objetivo colocando sus giroscopios y cambiar estos ajustes a medida que el objetivo se mueve o aumenta progresivamente la precisión de los cálculos. Aplicado a las unidades del tipo sonar pasivo tipo BQR-2B, una versión de desarrollo del sonar BQR-2, que es una versión estadounidense de sonar Gruppenhorchgerät, GHG, utilizado por los submarinos alemanes del tipo XXI. El BQR-2 tenía 48 sensores verticales de 91.5 cm de largo cada uno, en un círculo de aproximadamente dos metros debajo de una cúpula de aproximadamente 1.5 metros de altura. La antena funcionaba en el rango de frecuencia de 150 Hz a 15 kHz. Mientras que los alemanes usaban el GEI de manera similar a la luz de un faro, al pasar de un lado a otro y viceversa, en BQR-2 los estadounidenses usaron un conmutador con una frecuencia de 5 a 9 kHz, buscando en el área de manera omnidireccional a una velocidad de 4 RPM. En la versión modernizada del sonar: BQR-2B, se agregó un segundo conmutador, que opera en el rango de frecuencia de 700 Hz a 1.4 kHz, suministrando datos al registrador de tiempo de rodamiento (BTR). Este sistema grababa en una cinta de papel en movimiento cada señal recibida, lo que permitió una grabación simple del movimiento del objetivo, lo que fue útil, entre otros. para predecir su posición futura. El rollo de papel en el sistema BTR giraba a una velocidad de 1 o 10 RPM, se empleaba una velocidad más alta para registrar el movimiento de los objetivos con una señal más fuerte. Al igual que todos los primeros barcos de propulsión nuclear estadounidenses, los barcos Skipjack estaban equipados con un conjunto de sonda que constaba de una de las sondas pasivas BQR-2 y las variantes de sonda activa SQS-4. El conjunto de sensores navales de los Skipjack se complementaba con un radar de navegación AN / BPS-12, que opera en la banda X y busca objetos en la superficie del mar con una potencia de 75 kW y un alcance de aproximadamente 73 km.

### Propulsión
El sistema de propulsión fue especialmente innovador por un lado introdujeron el reactor S5W a los submarinos nucleares estadounidenses. Fue conocido como ASFR (Reactor de flota submarina avanzada) durante el desarrollo. Y por otro emplearon un única hélice, dejando atrás la configuración hélice doble.

#### Planta motriz
Los barcos Skipjack fueron alimentados por una planta de energía con un reactor de presión de agua S5W con una potencia térmica de 78 MW con uranio de U235. Al igual que todos los barcos de propulsión nuclear, "Skipjack" también estaba equipado con un motor eléctrico que, al conducir el eje principal, permitía que el barco regresara a la base en caso de avería y parada del reactor. El pequeño "respaldo de tortuga" detrás de la vela era el tubo de escape del generador diésel auxiliar.
El S5W fue el primer reactor estadounidense que funcionó sin problemas, y se construyó en un tiempo sorprendentemente corto de unos pocos años. En septiembre de 1955 años, Hyman Rickover fue administrado por el Westinghouse Betis Atomic Power Laboratory autorizado para comenzar a trabajar en el nuevo reactor, y en octubre del mismo año, el Departamento de Defensa solicitó oficialmente a la Comisión de Energía Atómica que comenzara los trabajos de construcción en la planta de energía. Como resultado, en un corto período de tiempo se creó un reactor, que durante las siguientes décadas fue el pilar de la flota de submarinos de EE. UU. Se basó en la tecnología probada de reactores de presión de agua anteriores, utilizados con éxito hasta ahora en la Marina de los EE. UU. (excepto el reactor refrigerado por metal líquido utilizado en el USS "Seawolf"). El S5W proporcionó 15,000 HP de potencia de turbina, solo un poco más que el basado en el reactor S1W / S2W  instalado en el Nautilus. Sin embargo, este reactor era mucho más eficiente y también más fácil de operar. Al mismo tiempo, la similitud de S5W con S1W / S2W significaba que no era necesario construir un prototipo de tierra. Los primeros reactores de este tipo proporcionaron la posibilidad de una operación ininterrumpida durante 5500 horas a plena potencia, pero en reactores S5W posteriores mejoraron los núcleos y permitieron la operación sin intercambio de combustible durante 10 000 horas.
El éxito de este reactor significó que se usó no solo en unidades de este tipo, sino también en barcos de los siguientes clases Permit y Sturgeon, así como en unidades estratégicas portadoras de misiles balísticos del tipo George Washington, Ethan Allen y Lafayette junto con subtipos de este último: James Madison y Benjamin Franklin. El S5W se usó en 98 submarinos nucleares estadounidenses de 8 clases y el primer submarino nuclear británico, HMS Dreadnought, lo que lo convierte en el diseño de reactor de la Armada de EE. UU. más utilizado hasta la fecha.
La planta motriz se complementó con generadores de vapor dobles, turbinas de vapor y turbogeneradores eléctricos. Los rotores de la turbina de la hélice se han unido rígidamente, mientras que las turbinas se han unido permanentemente a los condensadores de vapor, que a su vez se han unido permanentemente al casco. Las Unidades de la clase Skipjack iba equipadas con un sistema de accionamiento mecánico de sellado del eje ("Syntron Seal").

#### Hélice única
La marina se enfrentó al dilema del número de hélices que debían propulsar al nuevo tipo de submarino. Según los supuestos operativos, los nuevos buques deberían poder operar bajo hielo. De este hecho, los participantes en la disputa sacaron conclusiones diametralmente diferentes. Hyman Rickover afirmó que la operación bajo el hielo requiere dos hélices, que en caso de falla o daño a una de ellas permitirán que la nave sobreviva y regrese de la patrulla. El jefe de proyectos preliminares de la Oficina de Buques, el Capitán Donald Kern, tenía una opinión diferente; según la experiencia con el accidente del USS Seadragon, que colisionó con una ballena, llegó a la conclusión de que el sistema con doble hélice no aumenta las posibilidades de supervivencia en el caso de un golpe con una paleta contra la capa de hielo; por el contrario, una hélice más grande es más seguro a este respecto. Como dijo el capitán, si el hielo se interpone entre las paletas de una de las hélices, la otra hélice también se dañará muy rápidamente. Finalmente, el almirante Rickover se dio por vencido, declarando, sin embargo, que no era responsable de ninguna pérdida de la nave debido a que la equipaba con una sola hélices. Como consecuencia, hasta 1967, solo los primeros submarinos estadounidenses con dos hélices operaban bajo la capa de hielo del Ártico. Con el fin de proporcionar a los submarinos estadounidenses la posibilidad de regresar de la patrulla después del daño en la hélice, se acordó que los submarinos deberían estar equipados con una propulsión eléctrica de repuesto con una hélice de emergencia retráctil. El accionamiento de una sola hélice es mucho más eficiente y, por lo tanto, más eficiente que un accionamiento de doble hélice, en el que las dos hélices interrumpen el flujo de agua de la otra.
El uso de una hélice fue para permitir la implementación en un nuevo tipo de nave de tecnologías desarrolladas sobre la base de la investigación con el USS Albacore experimental, incluso una hélice no permitió la aplicación de todas las mejoras desarrolladas en el programa Albacore, algunas de las cuales se consideraron demasiado complicadas. De esta manera, los "Skipjack" recibieron la forma de una gota y un eje que impulsaba una hélice de cinco palas con un diámetro de 4,57 m, con una cola transversal convencional (sin embargo, montada delante de la hélice). El revestimiento silenciador del casco y el uso de polímeros también fue abandonados. La configuración adoptada de los barcos resultó ser un éxito desde el punto de vista de lograr una alta velocidad, el sistema de propulsión con la hélice original de cinco palas les proporcionó la capacidad de navegación sumergidos a una velocidad de 33 nudos, 15 nudos más rápido que los predecesores los Skate. Sin embargo, se caracterizó por un alto nivel de ruido, que cambió solo después de un tiempo, con la introducción de hélices de siete palas con una velocidad de rotación más baja. Esto redujo el fenómeno de cavitación y el nivel de ruido producido por el eje de la hélice, pero también redujo la velocidad máxima.
Otra novedad fue el uso de un motor retráctil adicional de 325 HP, cuya tarea era ayudar en las maniobras. Este motor podría girar 360°, lo que facilitó enormemente la maniobra de un barco equipado con una sola hélice.

### Ruido
Los submarinos Skipjack eran barcos ruidosos como resultado de varios factores, especialmente la falta de experiencia en el diseño de submarinos con este tipo de conducción y la velocidad del submarino como característica principal, lo que requiere dichos buques. Las principales fuentes de ruido fueron:
- unidad de accionamiento con dispositivos auxiliares, especialmente para el refrigerante de la bomba de circulación, así como elementos rotativos desequilibrados, incluidos los engranajes;
- hélice: vibración de las palas de la hélice debido al flujo de agua y la cavitación;
- flujo hidrodinámico: flujo de agua alrededor del casco, quiosco y superficies de control (timones) durante el movimiento del barco en el agua;
- perturbaciones temporales: sonidos temporales creados por el movimiento de las cubiertas de los tubos de torpedos , el movimiento de las superficies de control del barco y otros sonidos relacionados con la operación del barco;
- tripulación - miembros de la tripulación abriendo y cerrando escotillas y escotillas, usando y soltando herramientas, etc.[22]

El silenciamiento significativo de estos barcos no era prácticamente posible, como dijo Dick Laning, el primer comandante del Nautilus; hacer que los barcos sean más silenciosos es un desafío mayor que construir una propulsión nuclear. Debido al silenciamiento de las naves, la central eléctrica del buque de guerra tipo Skipjack, en el mismo reactor, difería ligeramente de la de otras naves de este tipo, que estaban ligeramente mejor insonorizadas.

### Reconversión a submarinos de misiles balísticos
La clase George Washington, los primeros SSBN, se derivaron de los Skipjack. El USS George Washington (SSBN-598) fue construido a partir del primer Scorpion incompleto. El casco de Scorpion fue colocado dos veces, ya que el casco original fue rediseñado para convertirse en el George Washington, con la adición de un compartimento de misiles. La disposición de los primeros 41 submarinos de misiles balísticos de propulsión nuclear (SSBN) fue similar.
Debido a la prioridad de los submarinos de misiles balísticos el material para construir el Scamp se desvió hacia el Theodore Roosevelt.

## Construcción

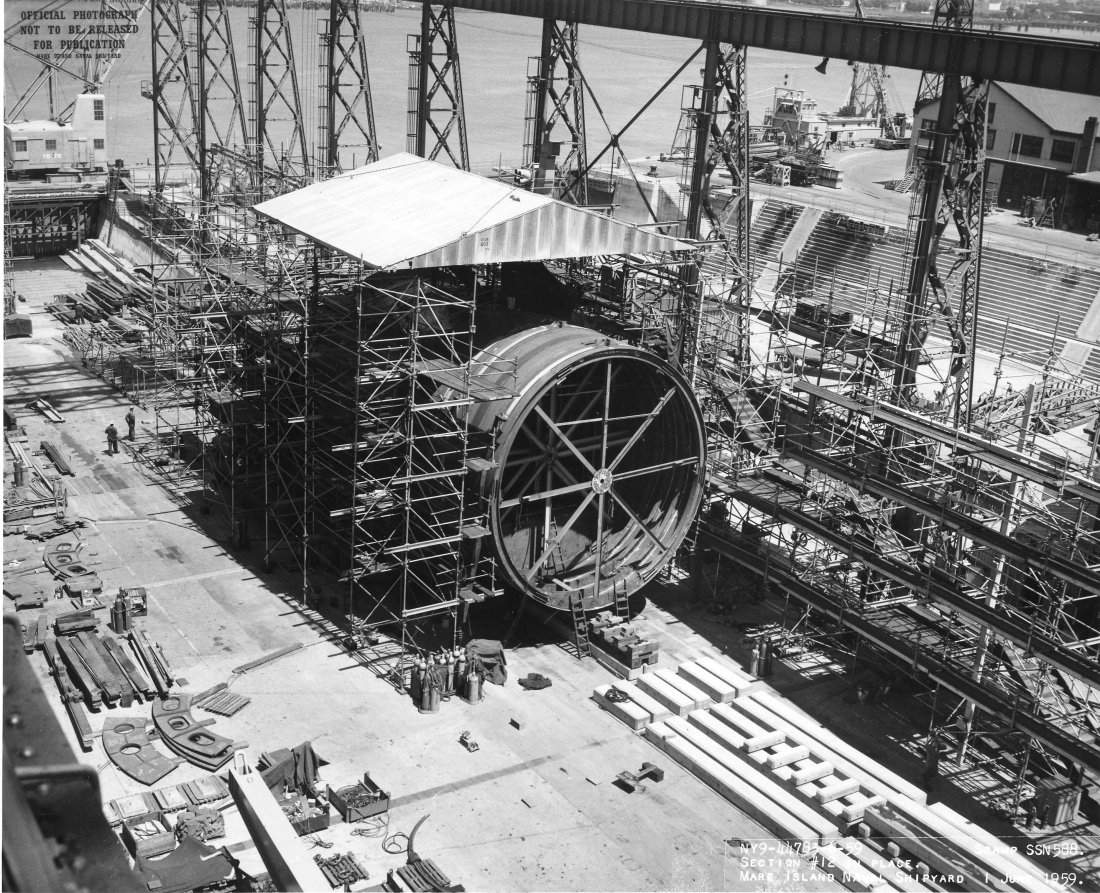
La sección 12 del Scamp, SSN-588, durante la construcción

En julio de 1955, el presupuesto de construcción naval para el año financiero de 1956 preveía la construcción de tres unidades con motor de combustión, de acuerdo con el diseño SCB-150 (clase Barbel), tres submarinos de ataque SSN (con propulsión nuclear) y dos de misiles según el proyecto SCB-137. Aunque los planes para la construcción de buques SSN se referían a submarinos Skate, los comentarios al memorándum de este período describieron a uno de ellos como una unidad completamente nueva que combina las mejores características de los submarinos Skate y Barbel, lo que en la práctica significaba colocar el reactor en el casco hidrodinámico del USS Albacore. Finalmente, los fondos para el primer nuevo tipo de submarino (SSN-585) se incluyeron en el presupuesto estatal de los Estados Unidos para el año fiscal 1956/57, las siguientes unidades (SSN-586 a 592) se financiaron con cargo al presupuesto estatal para el año fiscal 1957/58. Cada casco costó alrededor de $40 millones.

### Retraso y terminación de SCB-154
El comienzo de la construcción de submarinos portadores de misiles balísticos interrumpió el proceso de construcción de unidades de combate Skipjack. El 1 de diciembre de 1957, comenzó la construcción del USS Scorpion original (SSN-589), pero en diciembre del mismo año la marina cambió el contrato de este barco y la unidad cuya construcción ya iniciada en el astillero de Electric Boat pasó a llamarse George Washington (SSBN-598).
Ya con el proyecto del USS Skipjack desarrollado, el USS Nautilus hizo una travesía ante los hidrófonos del Sistema de Vigilancia del Sonido del Atlántico (SOSUS). Durante este crucero, resultó que el sistema de propulsión del Nautilus produce una gran cantidad de ruido, fácilmente detectable por SOSUS. Los estudios realizados inmediatamente demostraron que el sistema de propulsión del Skipjack ya no se podía cambiar sustancialmente, la Oficina del Jefe de Operaciones Navales (Oficina del Jefe de Operaciones Navales - OpNav) decidió, sin embargo, que submarinos adicionales de este tipo deben, sin embargo, ser mucho más silenciosos. Por lo tanto, solo se hizo un cambio relativamente pequeño respecto al líder de la clase, que consiste en reducir el número de válvulas del tanque de lastre, lo que limitó ligeramente la velocidad de emersión de los submarinos nucleares, pero pasando la mayor parte de su tiempo bajo el agua, esta característica no es significativa. Las naves posteriores (SSN-588-592) instalaron menos equipo de ruido y dispositivos auxiliares como generadores. Las nuevas tecnologías de silenciamiento que se estaban preparando se utilizarían solo en barcos de la próxima generación del clase Permit.
La construcción de las siguientes unidades del proyecto SCB-154 se reanudó después de la mitad del año, 20 de agosto de 1958, "colocando la quilla" del repetido Scorpion (SSN-589), que, sin embargo, entró en servicio más tarde que el USS Scamp, cuya construcción se inició 23 de enero de 1959 en el astillero naval Mare Island. La construcción del segundo de estos barcos se retrasó como resultado del envío de materiales originalmente destinados a su construcción para la producción del USS Patrick Patrick.
El programa financiero de construcción naval para el año fiscal de 1957 inicialmente proporcionó seis submarinos de combate nuclear, todos planeados como Skipjack. Sin embargo, debido a la capacidad de producción limitada de los astilleros, que además de los submarinos de ataque en ese momento también estaban construyendo unidades estratégicas de Polaris, la conclusión del contrato para la construcción de la última unidad SSN se retrasó. Este retraso permitió cambios estructurales significativos en la sexta nave de este presupuesto, gracias a lo cual el séptimo Skipjack general se suponía que tenía muchas más posibilidades. Esto incluyó mejoras en la profundidad máxima de inmersión, un nuevo sonar esférico de proa con un nuevo transductor activo (probablemente SQS-23) y una nueva antena pasiva, más adecuada para el casco del jet que el BQR-2. Todo el sistema de sonda modificado debía tener capacidades mucho mayores que el sistema utilizado en unidades anteriores, en el caso del subsistema pasivo, el nuevo sistema ofrecía hasta un 75 % más de eficiencia que el anterior estándar BQR-2B. Junto con métodos mucho mejores para silenciar la nave, implementados en el proyecto, la nueva unidad representaba una calidad completamente nueva. Además, hubo voces de que el silenciamiento y la excelente eficiencia del sonar son mucho más importantes que la velocidad y la maniobrabilidad representadas por las unidades de Skipjack clásicas . En relación con lo anterior, el almirante Arleigh Burke argumentó que el séptimo barco planificado sería la primera unidad de un nuevo tipo de barco, que completó la construcción adicional de las unidades de Skipjack.

## Servicio activo
El tiempo transcurrido desde la presentación del primer concepto por John Sawyer hasta las pruebas navales del USS Skipjack fue de 30 meses. Alcanzó la profundidad de prueba de inmersión en el primer intento, menos de 24 horas después de abandonar el muelle del astillero. Durante las pruebas realizadas el 10 de mayo de 1959, el USS Skipjack rompió los récords actuales de velocidad máxima subacuática. La clase  Skipjack fue certificada como el "submarino más rápido del mundo" después de las pruebas iniciales, aunque se mantuvo en secreto la velocidad real alcanzada. Los Skipjack siguieron siendo los submarinos nucleares más rápidos de EE. UU. hasta que el primero de la clase Los Angeles entró en servicio en 1974. Esto se debió al aumento del tamaño de las clases Thresher y Sturgeon, que conservaron el reactor S5W del Skipjack junto a la introducción de la hélice oblicua, más silencioso pero mecánicamente más ineficiente. También resultó ser más maniobrable de lo esperado.
Los Skipjack estuvieron en servicio durante la Guerra de Vietnam y la mayor parte de la Guerra Fría. Los submarinos de clase Skipjack fueron retirados del servicio a fines de la década de 1980 y principios de la década de 1990, excepto el Scorpion, que se hundió el 22 de mayo de 1968 al suroeste de las Azores mientras regresaba de un despliegue en el Mediterráneo, con la pérdida de los 99 miembros de la tripulación.

## Miembros de la clase

### USSSkipjack(SSN-585)
Iniciado: La quilla USS Skipjack se colocó el 29 de mayo de 1956 en el astillero de General Dynamics Electric Boat en Groton, Connecticut. Botado: 26 de mayo de 1958. Entrada en servicio: 15 de abril de 1959. Desmovilizado: 19 de abril de 1990. Desguazado: 1 de septiembre de 1998.
|                        |
| USS Skipjack (SSN-585) |

### USSScamp(SSN-588)
Iniciado: La quilla del USS Scamp se colocó el 23 de enero de 1959 en el astillero Mare Island Naval Shipyards en Vallejo, California y botado: 8 de octubre de 1960, puesto en servicio: 5 de junio de 1961, desmovilizado: 28 de abril de 1988, desguazado: 9 de septiembre de 1994. Los componentes destinados para Scamp se utilizaron para la construcción del USS Theodore Roosevelt (SSBN-600), lo que retrasó la construcción del Scamp.
|                     |
| USS Scamp (SSN-588) |

### USSScorpion(SSN-589)
Iniciado: 20 de agosto de 1958 en el astillero General Dynamics Electric Boat en Groton y botado: 29 de diciembre de 1959, Registrado: 29 de julio de 1960, Disminuido: 22 de mayo de 1968. La quilla del USS Scorpion fue puesta dos veces, la primera el 1 de noviembre de 1957, pero se convirtió en el submarino de misiles balísticos USS George Washington (SSBN-598) para lo cual el casco se dividió en dos partes para insertar una sección de casco para el silos de misiles. De regreso a casa después de una patrulla en el Mediterráneo, el Scorpion se hundió el 22 de mayo de 1968, en condiciones poco claras, a 740 kilómetros al sureste de las Azores con toda la tripulación de 99 hombres.
|                        |
| USS Scorpion (SSN-589) |

### USSSculpin(SSN-590)
Iniciado: el 3 de febrero de 1958 en Ingalls Shipbuilding, Pascagoula, Misisipi y botado el 31 de marzo de 1960, entró en servicio: 1 de junio de 1961, Desarmado: 3 de agosto de 1990, Desguazado: 30 de octubre de 2001.
|                       |
| USS Sculpin (SSN-590) |

### USSShark(SSN-591)
Iniciado: el 24 de febrero de 1958 en Newport News Shipbuilding y botado el 16 de marzo en 1960, Servido: 9 de febrero de 1961, Desarmado: 15 de septiembre de 1990, Desguazado: 28 de junio de 1996.
|                     |
| USS Shark (SSN-591) |

### USSSnook(SSN-592)
Iniciado: La quilla USS Snook se colocó el 7 de abril de 1958 en Ingalls Shipbuilding, Pascagoula, Misisipi, botado: 31 de octubre de 1960, puesto en servicio: 24 de octubre de 1961, desmovilizado: 14 de noviembre de 1986, desguazado: 30 de junio de 1997.
|                     |
| USS Snook (SSN-592) |

1. 1 2 3 4  "SSN-585 Skipjack-Class FBM Submarines" from the FAS
2. 1 2 3  Friedman, Norman; L. Christley, James (1994). U.S. Submarines Since 1945: An Illustrated Design History. Annapolis, Maryland: United States Naval Institute. pp. 128-133, 243. ISBN 1-55750-260-9.
3. ↑  Bauer, K. Jack; Roberts, Stephen S. (1991). Register of Ships of the U.S. Navy, 1775-1990: Major Combatants. Westport, Connecticut: Greenwood Press. p. 286. ISBN 0-313-26202-0.
4. 1 2 3  Friedman, Norman; L. Christley, James. U.S. Submarines Since 1945: An Illustrated Design History  ... pp. 63-64.
5. 1 2 3 4 5 6 7 8 9 10 11  Norman Friedman, U.S. Submarines Since 1945..., s. 46–61.
6. ↑  Polmar, Norman (2003).  K.J. More, ed. Cold War Submarines, The Design and Construction of U.S. and Soviet Submarines. Potomac Books, Inc. p. 49. ISBN 1-57488-530-8.
7. 1 2 3 4 5 6 7 8 9 10 11 12 13 14 15 16  Norman Friedman: U.S. Submarines Since 1945..., pp. 125–139.
8. 1 2  Norman Friedman: U.S. Submarines Since 1945..., pp. 31-35
9. 1 2 3 4 5 6 7 8 9 10 11 12 13 14 15 16 17 18  Norman Polmar: Cold War Submarines..., s. 133–136.
10. ↑  Lee, T.-W (Tae-Woo) (2009). Military technologies of the worl. Westport, Conn.: Praeger Security International. p. 338. ISBN 0-275-99537-2.
11. 1 2  Duncan, Francis (1990). Rickover and the nuclear navy: the discipline of technology. Annapolis, Md.: Naval Institute Press. pp. 53. ISBN 0-87021-236-2.
12. ↑  Norman Friedman: U.S. Submarines Since 1945..., pp. 56, 130
13. ↑  Святов, Г.И. (1969). Атомные подводные лодки (en ruso). Воениздат. p. 35.
14. 1 2 3  Norman Friedman, U.S. Submarines Since 1945..., s. 11–19.
15. ↑  Big book of warfare (ed.). «AN/BPS series radars» (en inglés). Consultado el 2 de febrero de 2020.
16. ↑  Norman Friedman: U.S. Submarines Since 1945..., pp. 125-126
17. ↑  University of Illinois, ed. (29 de enero de 2010). «Nuclear Marine Propulsion» (en inglés). Archivado desde el original el 22 de julio de 2011. Consultado el 3 de julio de 2020.
18. 1 2  Francis Duncan, Rickover and the nuclear navy..., s. 17–20.
19. ↑  Big book of warfare (ed.). «U.S. Naval Reactors» (en inglés). Archivado desde el original el 31 de diciembre de 2012. Consultado el 3 de enero de 2011.
20. ↑  Thomas Nilsen; Igor Kudrik; Alexandr Nikitin. «The Russian Northern Fleet Appendix. US attack submarines, SSN» (en inglés). Bellona Report nr. 2:96. Consultado el 3 de julio de 2020.
21. 1 2 3  Rindskopf, Mike H.; Morris, Richard Knowles. (1994).  Paducah, Ky., ed. Steel boats, iron men. History of the U.S. submarine force. Turner Pub. Co. pp. 47-49. ISBN 1-56311-081-4.
22. 1 2  Norman Polmar, Cold War Submarines..., s. 148.
23. ↑  Polmar, Norman (2004). Naval Institute Guide to the Ships and Aircraft of the U.S. Fleet, 18th Edition. Naval Institute Press. pp. 683. ISBN 1-59114-685-2.
24. ↑  Mooney, James E. (noviembre de 1983). Dictionary of American Naval Fighting Ships (vol. 006). Dept. of the Navy. p. 387. ISBN 0-16-002030-1.
25. ↑  Norman Friedman: U.S. Submarines Since 1945..., pp. 142-143
26. ↑  On Eternal Patrol postwar page including Scorpion
27. ↑  «Naval Vessel Register - SKIPJACK (SSN 585)». www.nvr.navy.mil. Consultado el 28 de junio de 2020.
28. ↑  «Naval Vessel Register - SCAMP (SSN 588)». www.nvr.navy.mil. Consultado el 28 de junio de 2020.
29. ↑  «Naval Vessel Register - SCORPION (SSN 589)». www.nvr.navy.mil. Consultado el 28 de junio de 2020.
30. ↑  Hutchinson, 2003
31. ↑  «Naval Vessel Register - SCULPIN (SSN 590)». www.nvr.navy.mil. Consultado el 28 de junio de 2020.
32. ↑  «Naval Vessel Register - SHARK (SSN 591)». www.nvr.navy.mil. Consultado el 28 de junio de 2020.
33. ↑  «Naval Vessel Register - SNOOK (SSN 592)». www.nvr.navy.mil. Consultado el 28 de junio de 2020.

- Datos: Q2118043
- Multimedia: Skipjack class submarines / Q2118043